# Torneio de Montreux de 1941
O Torneio de Montreux de 1941  foi a 19ª edição do Torneio de Montreux.

## Jogos
| Jogo | Equipa      | Result | Equipa  |
| ---- | ----------- | ------ | ------- |
| 1º   | Montreux HC | 3-2    | Lyon HC |
| 2º   | Montreux HC | 6-1    | Lyon HC |
|      |             |        |         |
| Tot  | Montreux HC | 9-3    | Lyon HC |

| Torneio Montreux 1941 |
| --------------------- |
| Suiça                 |
| MONTREUX HC 5º        |